# 东安公园
東安公園是中華人民共和國上海市徐匯區的一個公園，位於中山南二路上，面積1.87萬平方米。最早該地為清朝張姓人家私園，中華人民共和國建國後改建為東安苗圃。1980年東安苗圃由上海市園林管理局設計室周在春設計和規劃改建為東安公園。1984年5月1日，公園正式對外開放。